# Retmodtager
En retmodtager er en radioforsatstype, som var udbredt indtil 1950'erne.
Det grundlæggende i retmodtageren er, at alle dens forstærkertrin benyttes til forstærkning af det frekvensinterval (radiokanalen), der ønskes modtaget. Detektering af informationen (eks. tale, musik) sker direkte fra denne frekvens.
Retmodtageren blev ligesom mange andre tidlige radioforsatser, f.eks. diodemodtageren og den superregenerative modtager senere erstattet af superheterodynmodtageren grundet sidstnævntes frekvensstabilitet, lette betjening, selektivitet og reproducerbarhed.
I dag anvendes retmodtageren til særlige formål, hvor lavt strømforbrug er vigtigt og hvor radiokanalen kun skal kunne justeres lidt, f.eks. til radioure, trådløse vejrstationer og dørklokker.